# Aleuropleurocelus xalapensis
Aleuropleurocelus xalapensis es una especie de hemíptero de la familia Aleyrodidae, subfamilia Aleyrodinae.
Fue descrita científicamente por primera vez por Oscar Ángel Sánchez Flores y Vicente Emilio Carapia Ruiz en Sánchez-Flores et al. 2018

## Etimología
El epíteto específico de Aleuropleurocelus xalapensis hace referencia al lugar  donde se colectaron los primeros especímenes, en el municipio de Xalapa, en México.

## Hospedero
Quercus insignis.

## Distribución
Se han encontrado ejemplares de la especie en los estados mexicanos de  Veracruz, Puebla y Jalisco.